# .416 Rigby
.416 Rigby (10,57×74 мм; рус. «четыреста шестнадцать Ригби») — один из наиболее распространённых патронов для охоты на крупную дичь.

## История
Этот патрон был разработан в 1911 году британской фирмой John Rigby & Co и стал первым патроном калибра .416 (в англоязычных странах принято обозначать калибр в сотых или тысячных долях дюйма). Предназначался он в первую очередь для африканских и индийских сафари, поэтому при создании патрона разработчики особое внимание уделили такому фактору, как высокая температура воздуха. Этим объясняется увеличенный объём гильзы, благодаря чему удалось избежать чрезмерно высокого давления в патроннике, что нередко случалось при стрельбе другими патронами в жарком климате. Первоначально патрон снаряжался кордитом, затем производители перешли на более медленно горящие виды пороха.
В настоящее время выпускается практически всеми ведущими оружейными фирмами. В продаже представлена широкая номенклатура патронов этого калибра, с разнообразными пулями (цена одного патрона — примерно 15-20 долларов). Это один из наиболее мощных патронов для магазинных карабинов. Его пули весом 23…29 г обладают дульной энергией до 7,2 кДж.

## Предназначение и применение
Патрон .416 Rigby обладает высокой мощностью, достаточной для уверенного поражения любого крупного толстокожего или очень опасного зверя — в первую очередь это т. н. «большая африканская пятёрка» (слон, африканский буйвол, лев, леопард и носорог). Он также с успехом может применяться для охоты на бегемота, крупного крокодила, индийского буйвола. В России, Канаде и США он может использоваться для стрельбы крупного трофейного лося, матерого самца медведя или очень крупного кабана-секача. Но применять этот патрон для дичи меньшего размера вряд ли целесообразно.
Отдача при стрельбе патронами .416 Rigby весьма сильная. Хотя она в целом нормально переносится охотниками, неподготовленному стрелку надо проявлять известную осторожность.